# Ritstriden i Kina

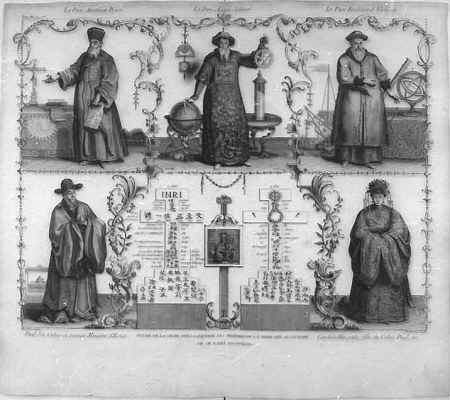
Jesuiter i Kina. Jesuiternas missionsmetoder utlöste ritstriden som pågick i över etthundra år, och slutade på ett sätt som allvarligt skadade den katolska missionen under Qing-dynastin.

Ritstriden i Kina var en strid inom den romersk-katolska kyrkan från 1610 till 1742 om huruvida de traditionella kinesiska riterna och offren till förfäder och till kejsaren utgjorde avgudadyrkan eller inte, och om vilka kinesiska ord som kunde användas för kristendomens Gud (terminologispörsmålet).
Frågan var av stor betydelse för den romersk-katolska kinamissionen. Påven Klemens XI avgjorde till slut saken genom att ansluta sig till det synsätt som framförts av dominikanerna, franciskanerna och medlemmar av det parisiska yttremissionssällskapet, nämligen att den kinesiska folkreligionen och offren till kejsaren var oförenliga med katolicismen, och att vissa ord måste undvikas om Gud. Jesuiterna hade kämpat för synsättet att de kinesiska riterna kunde förenas med kristen tro.
På ett sätt kan det sägas att ritstriden inte var en strid i Kina, i motsats till vad artikelnamnet säger. De som stred om de kinesiska riterna var européer, och de flesta av de viktigaste aktörerna befann sig också i Europa. Många av de hänsyn som stod på spel var inte kinesiska angelägenheter, även om själva utfallet av striden i hög grad fick konsekvenser i Kina genom att det rörde sig om kristendomens kulturella anpassning och framtid där.
Resultatet av striden var att den romersk-katolska missionens stora framgångar tog slut. Katolicismen gick emellertid inte under, men förde en svagare och mer anonym tillvaro i drygt hundra år.
På 1600-talet var fascinationen för kinesisk kultur, konfucianismen och det kinesiska språket stor bland europeiska intellektuella. Några av dem ansåg till och med att det skulle vara bra om Konfucius kunde helgonförklaras av den romersk-katolska kyrkan.
Jesuiterna var de första som bedrev mission i Kina sedan franciskanmissionen på 1200-talet brutit samman. De kom till Kina sent på 1500-talet där de lyckades väl med sitt verk, och fick till och med tillträde till det kejserliga hovet. Där gjorde de stort intryck med sina kunskaper om astronomi och mekanik, och jesuiterna fick snart ansvaret för det kejserliga stjärnobservatoriet. Deras metoder gjorde det möjligt för kejsaren att förutse sol- och månförmörkelser, något som ingick i hans rituella plikter. Andra jesuiter var målare vid hovet, eller arkitekter, musiker, urmakare, översättare, kartografer eller lantbruksrådgivare. Jesuiterna å sin sida hade stor respekt för den kinesiska konfucianska eliten, och anpassade sig till deras levnadssätt.
Den kinesiska ritstriden var samtida med och besläktad med kontroverser mellan framför allt jesuiterna och dominikanerna om graden av anpassning till de lokala traditionella seder av religiös eller kulturell karaktär också inom andra missionsområden. Av mer marginell betydelse var det att också den jansenistiska rörelsen gick ut mot jesuiterna på denna punkt och anklagade dem för att förkunna "en Konfucius-Kristus".
Under samma tid pågick en liknande ritstrid i Indien.

## Problemen

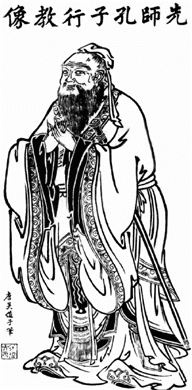
Konfucius

Jesuitmissionärernas främsta målsättning var att sprida den katolska läran, men de hade ett problem. Den kinesiska eliten var hårt knuten till konfucianismen, medan de mer folkreligiösa, breda lagren av folket och den lägre aristokratin vid denna tid snarare hade dragningar mot buddhismen och daoismen. Sammantaget formade alla tre religions-filosofiska systemen ramverket runt både familje- och statsskick. Både i konfuciansk och daoistisk tradition ingick förfädersdyrkan. Jesuiterna framhöll för Rom att dessa "kinesiska riter" var att betrakta som sociokulturella, snarare än religiösa, ceremonier och att konvertiter till katolicismen borde kunna tillåtas att delta i sådana ceremonier. De flesta jesuiter framhöll att den traditionella kinesiska förfädersdyrkan och offren till Konfucius och till kejsaren var borgerliga av naturen, och därför inte oförenliga med katolicismen, medan många av dominikanerna var av den motsatta uppfattningen.
Ritstriden kan tematiskt delas in i tre delar: 
1. Frågan om riternas knytning till Konfucius.
2. Frågan om riternas knytning till döda förfäder.
3. Terminologispörsmålet om översättningen av ordet "Gud" (Deus) till kinesiska.

Ritstriden hade därmed en sammansatt tematik. Den handlade inte bara om riter utan också om terminologi. Den handlade heller inte om alla ceremoniella riter som var allmänna bland kineserna, utan fokuserade på Konfuciuskult, förfädersdyrkan, och i något mindre grad även om kejsarkult. De folkliga riter som hade överlevt från gammal kinesisk animism, delvis vidareutvecklade med buddhistisk och taoistisk mytologi, låg utanför kontroversen. Dessa riter avvisades av missionärerna, som allmänt var överens om att de stred mot det kristna samvetet.
I den sista fasen blev konflikten också en internationell konflikt mellan Kangxi-kejsarens hov i Peking och påven Klemens XI i Rom.

### Ritfrågan
Den kinesiska Konfuciuskulten bestod av vissa periodiska ceremonier i tempel eller hallar till ära för Konfucius, i regel på månadens första och femtonde dag. Konfucius var väl etablerad som hela nationens vise man, och för missionärerna handlade saken både om ceremonierna och om frågan om det var riktigt för dem att använda sig av konfuciansk etik i sin undervisning om kristen tro och moral.
Den kinesiska förfädersdyrkan var inarbetad i samhället från de lägsta till de högsta befolkningsskikten, och gav sig yttre uttryck i "kowtow"-bugningar, rökelsebränning och matservering för de dödas lämningar, gravar eller minnestavlor.
Det missionärerna måste ta ställning till var om dessa riter för den vanlige kinesen var så inarbetade i hedniska instinkter att deltagande i ceremonierna var att betrakta som den andetillbedjan som Bibeln fördömer.  Alternativet var att de snarare var att betrakta som aspekter av en urgammal högkultur och nationsfödelse som hörde till den vanlige medborgarens uppfattning av vad det innebar att vara en äkta kines, och att ceremonierna bara var uttryck för acceptabel lydnad till föräldrarna (xiao 孝), även om kanske en och annan knöt för höga förväntningar på dem.

### Terminologifrågan
Striden handlade delvis också om språk. Den centrala punkten handlade om den lämpligaste översättningen av ordet Gud (eller rättare sagt latinets Deus). Jesuiten Matteo Ricci hade lagt grunden för den katolska missionen från det han började sitt verk i landet år 1582 till sin död år 1610, mot slutet av Mingdynastins tid.  I sina ansträngningar att göra den kristna läran begriplig för kineserna hade han övertagit eller byggt på hävdvunna kinesiska uttryck för centrala begrepp i den katolska förkunnelsen. Latinets gratia (nåd) blev översatt med kinesiskans tiānēn (天恩, den himmelska nåden).  Orden Tiāndì, Tiānzhǔ (天主, Himmelens herre) och Shàngdì (上帝, Den högste härskaren), stod alla tre för Herren och Gud.
Tiān (天, himmel, huvudledet i Tiānēn, Tiānzhǔ och Tiāndì) och Shàngdì var gamla ärevördiga konfucianska termer som kineserna uppfattade som välbekanta och trygga.  Tiānzhǔ, som var gångbart bland folk med buddhistisk bakgrund, och var skapat för att translittera lydelser tidigare använda i kinesiskan (som tu-si för det latinska "Deus" och, ännu tidigare, a-luo-he för det assyriska och nestorianska "Allah", igen besläktat med Elohim från 1 Mosebok) men som inte var egentliga kinesiska ord. Ricci gick in för alla de tre orden, alltså tiān, shàngdì och tiānzhǔ, som alla byggde på tidigare språkbruk. På liknande sätt hade jesuiterna hämtat alla de ord som var knutna till den kristna kulten från klassisk och konfuciansk kinesisk vokabulär (tempel, offer och så vidare).
Men det uppstod osäkerhet om ordet tiān. Ordet visar till den materiella himlen, men också till den översta gudomen för Hankineser och blev nära associerat med kejsaren och kejsarvärdigheten.
Den andra punkten av delvis språklig natur rörde sig om kalligraferade skrifttavlor med inskriptionen "dyrka himmelen", jìng tiān (敬天). Sådana tavlor (också kallade kejsartavlor då de på annat håll knöts till kejsarkult och offer till kejsaren) kopierades och sattes upp i de kinesiska katolska kyrkorna. Men dessa tavlor kunde också ge en direkt association till den kinesiska kejsardyrkan som kristna uppfattade som  avgudadyrkan. En möjlig tolkning kunde vara att det bara var en symbol för en bön om kejsarens beskydd.

## Periodisering av striden
Det finns flera sätt att periodisera ritstriden på. I denna artikeln beskrivs den fortlöpande och utan grupperingar i epoker. Men en periodisering som kan vara bra som en grov indelning, är följande: 
- 1583–1610: Grunden läggs för en anpassningsmission med konfucianismen som viktigaste referenspunkt (jesuitpatrarna Valignano och Ricci).
- 1610–1632: Diskussion om riterna inom jesuitorden, anpassningsmetoden får fortsätta.
- 1633–1692: Andra ordenssamfund kritiserar jesuiternas anpassningsmetoder, påven vacklar i bedömningen, i Kina lugnar det sig, och kejsaren ger toleransedikt.
- 1693–1723: Striden blossar upp igen och får också prägel av kamp mellan påve och kejsare, riterna förbjuds definitivt.
- 1724–    : Kristna förföljs, ritförbudet bekräftas, nya förföljelser, missionen minskar.

## Stridens förlopp

### Pater Matteo Riccis direktiv av år 1603

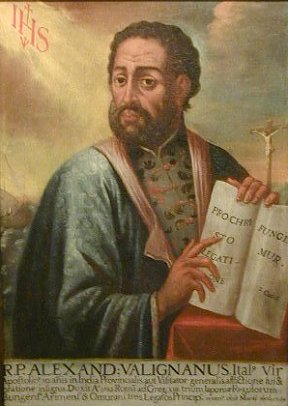
Porträtt av pater Alessandro Valignano.

De flesta av missionärerna i Kina på 1500- och 1600-talet var jesuiter. Merparten av dem höll fram till pater Matteo Riccis död år 1610 fast vid hans linje om att de kinesiska traditionerna lät sig väl harmoniseras med katolicismen. Eftersom minst 80 procent av alla katolska menigheter i landet under det första århundradet hade själasörjare från jesuitorden, blev observans av riterna ett kännetecken för nästan hela den katolska kyrkan i landet. Icke-observans var ett relativt litet minoritetsfenomen. Att det omkring år 1720 var omkring 300 000 katoliker i Kina, tillskrevs i hög grad denna vilja till anpassning.
Pater Ricci hade varit i Kina i 20 år då hans tankar om de kinesiska riterna mognat, och han i egenskap av missionsledare gav sitt epokgörande direktiv om saken i december 1603, efter att ha klargjort det med jesuitgeneralens visitator, pater Alessandro Valignano. Direktivet är dessvärre inte bevarat, men det skall ha föreskrivet som både legitimt och nödvändigt för det kristna apostlaskapet att man tillät observans av de två ovan nämnda riterna, det vill säga knytningen till Konfucius och knytningen till de döda förfäderna. I senare skrifter från Ricci blir vi bekanta med hans begrundan, som vilar på överbevisningen om att Konfuciusdyrkan var definitivt rent akademisk och utanför religiös-filosofisk dyrkan, och att förfäderskulten inte var övertro.
| ” | Ricci använde verkligen ordet 'forse' – kanske: Det är 'kanske' inte övertro, men han fortsatte så med en rad argument för att det inte rörde sig om övertro. | „ |

Ricci argumenterade utifrån tre linjer för sitt synsätt:
- Det sinologiska argumentet (för att använda moderna termer) tog de konfucianska klassikerna som utgångspunkt. Ricci framhöll att de konfucianska riterna hade sitt ursprung i ett klimat med en relativt ren monoteism, och bara över tiden hade det tillkommit oegentligheter och främmande element. Genom att ta bort dessa oegentliga element och undervisa folket på nytt om källorna till deras rituella seder skulle den ursprungliga kärnan komma fram i sin enkelhet och egentliga mening.
- Det filosofiska argumentet tog för dåtidens intellektuella agnosticismen som utgångspunkt. Den neokonfucianska naturalismen från Sòng-tiden som dominerade och präglade ämbetsklassens visa män, gick inte bara med på att göra Konfuciuskulten till en övning i vantro, utan utgjorde också en motvikt till massans övertroföreställningar.

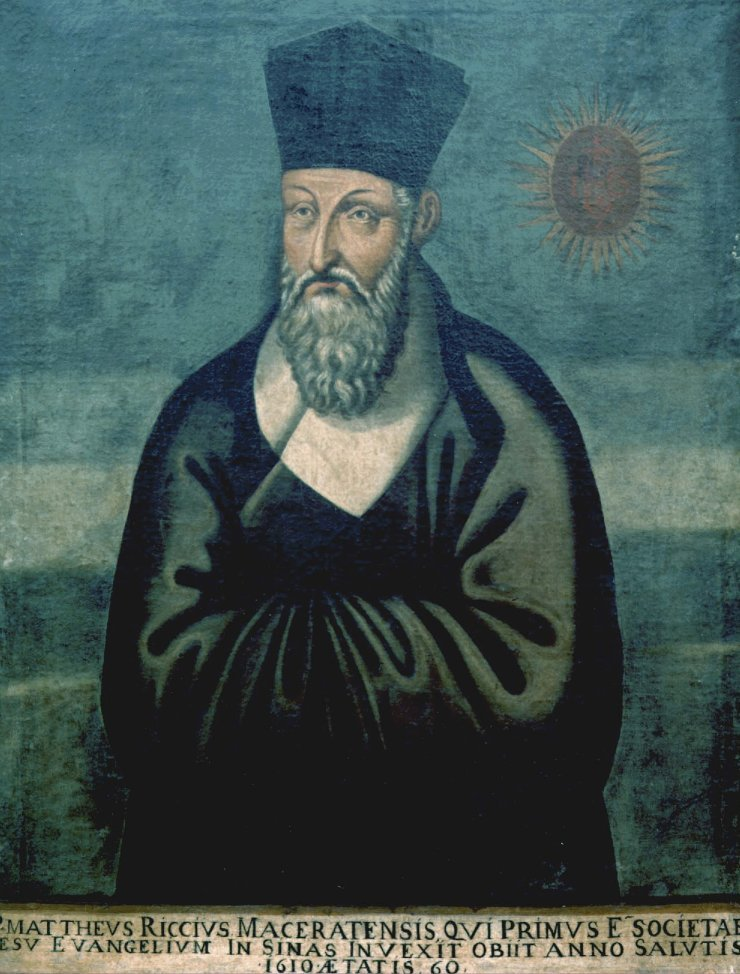
Pater Matteo Ricci, S.J.

- Det psykologiska argumentet tog sin utgångspunkt i den oreflekterade hållning de flesta folk hade till riterna. Ricci och hans medarbetare hade haft ingående samtal med många kineser om vad de trodde och ansåg om riterna. De fann inga tydliga bevis på att riterna omfattades av övertro, tvärtom var det mycket som talade för den motsatta slutsatsen. Därmed kunde man fastslå att deltagande i ceremonierna inte kunde räknas till det som en ordentligt undervisad kinesisk nydöpt måste avhålla sig från, oavsett hur enkla uppfattningar övertroende hedningar måtte ha. Dessutom var bevarandet av riterna rent praktiskt en absolut förutsättning för att man skulle lyckas med massomvändelser i det kinesiska samhället.

Vidare gick Ricci in för att begreppen Tiān och Shàngdì rekommenderades vid omnämnandet av Gud på kinesiska. För att komma fram till detta måste Ricci underkänna den förståelse som följde den neokonfucianske filosofen Zhu Xi (1130–1200); han siktade med Tiān och Shàngdì till den «materiella» himlen. Ricci påpekade att denna språkförståelse inte gav rättfärdighet åt de klassiska konfucianska texterna. Han anförde att de utövande konfucianerna, som inte hängav sig åt någon form av andedyrkan, var tacknämliga genom att han visade förståelse för dessa ord och deras klassiska betydelse.
Ricci gick som nämnts också in för uttrycket Tiānzhǔ, och det skulle senare också visa sig bli kontroversiellt, men inte i samma grad. Det var också Tiānzhǔ som framstod som det uttryck Ricci föredrog, och som han använde i sitt trosframställande huvudverk från 1596 Tiānzhǔ Shiyi («Den sanna läran om Himmelens Herre», tryckt år 1604). Det var efter en personlig genomgång av detta verk som Kangxi-kejsaren bestämde sig för att ge sitt edikt av 1692 som gav de kristna frihet att förkunna sin lära.

### Pater Niccolò Longobardos invändningar under 1610-talet
Alla jesuiter var inte överens med Ricci. Pater Riccis efterföljare som ledare för missionen, pater Niccolò Longobardo, ansåg de dittills tolererade riterna som oförenliga med kristen sed och tro. Han menade att tankegodset från Zhu Xi och hans kommentarer till de konfucianska klassiska texterna från Song-dynastins tid hade större faktisk genomslagskraft än Ricci hade föreställt sig. Dessa kommentarer gick i Longobardos föreställningsvärld alltför mycket i buddhistisk riktning (buddhismen är metafysisk på ett sätt som klassisk konfucianism inte var, men använde sig samtidigt inte av något egentligt gudsbegrepp, varken personligt eller opersonligt).
Ricci var medveten om detta, men menade att man kunde skilja mellan de klassiska texterna och det som framkom i de senare kommentarerna till dem. Longobardo menade att ett sådant synsätt var omöjligt: Klassikerna och kommentarerna utgjorde en helhet. Han argumenterade utifrån Song-dynastins neokonfucianism att himmel och jord i den kinesiska föreställningsvärlden bara var annorlunda utformningar av Det Stora Högsta Princip (lǐ) och den livgivande energin (qì).
Longobardo mottog dessutom impulser från jesuitmissionärer som nästan utvisats från Japan. De menade att folk nog läste och uppfattade den katolska katekesen genom ett prisma av nykonfuciansk förståelse av Tiān och Shàngdì. Han menade att kineserna därmed hade en otillräcklig förståelse för Den Allsmäktige. Longobardo betraktade också de kinesiska filosofierna som i grund och botten ateistiska.
Jesuiternas teologer delade sig i två läror, och saken togs upp i jesuiternas huvudkvarter i Rom år 1614. Där kom en grupp ledande teologer fram till framlidne pater Riccis syn. Men saken var inte slutligt avgjord, utan Longobardo och andra ledande jesuiter, som till exempel astronomen Sabbatino de Ursis, höll fast vid sina invändningar. Efter att de Ursis offentliggjorde sin studie De Vera Cognitione Dei Apud Litteratos Sinenses år 1618, föreslog Longobardo att uttrycken Tiān, Shàngdì och Tiānzhǔ skulle ges upp helt och hållet, och man skulle gå över till translitterade latinska uttryck istället.

### Jesuiterna diskuterar frågorna under 1620-talet, men förbjuder inte riterna
Till slut, medan pater Emmanuel Diaz (junior) var viceguvernör, kallades det till en omfattande diskussion om spörsmålen år 1628. Men inget beslut fattades, vilket innebar att pater Riccis linje förblev den gällande och samtidigt att debatten fortsatte.

### Dominikanerna och franciskanerna förnyar debatten under 1630-talet, riterna förbjuds av påven (1645)

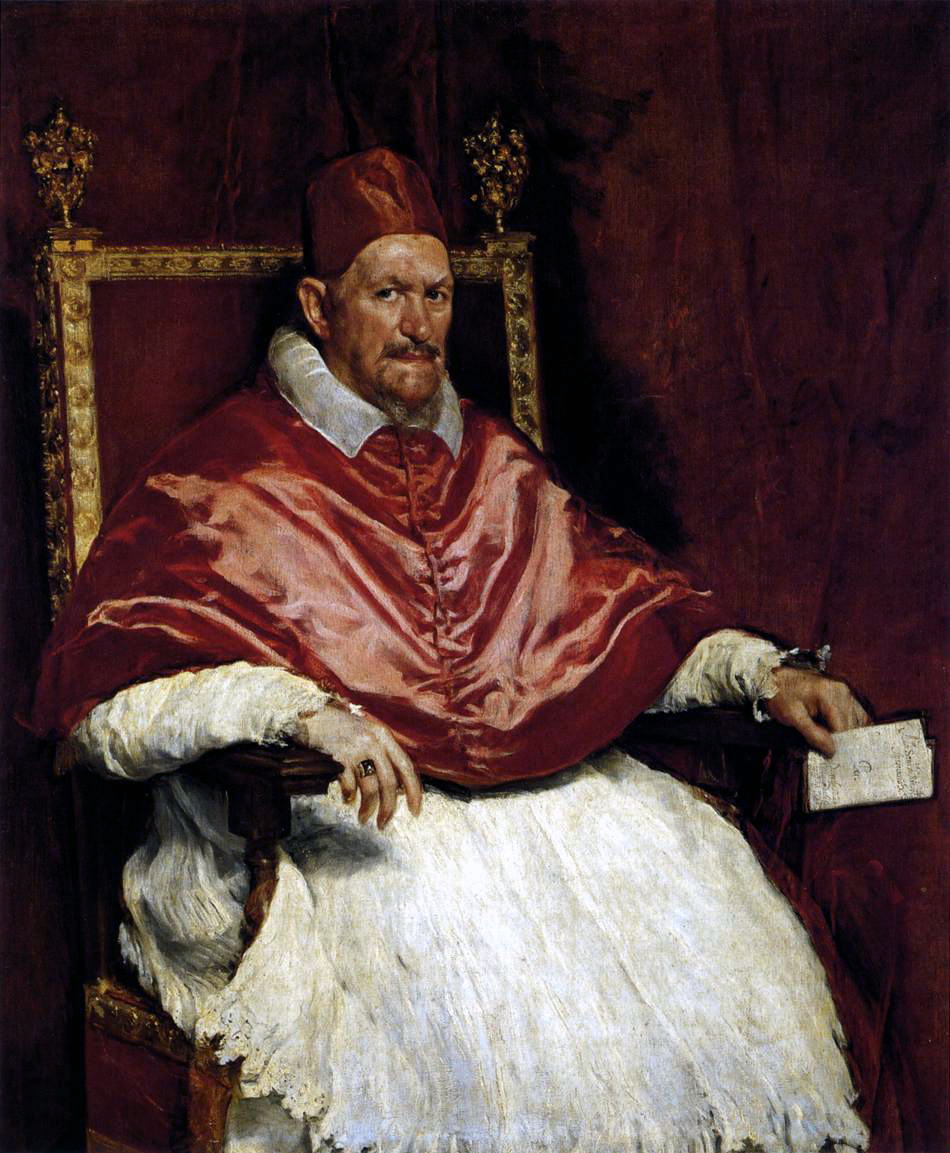
Påven Innocentius X (1644–55)

År 1631 blev den första av dominikanernas missionsstationer grundad av två spanska patrar i provinsen Fujian; år 1633 kom också två spanska franciskaner dit för att grundlägga en mission. De nya missionärerna gick in för en mer kompromisslös förkunnelse av «den rena läran», utan någon form av tillåtelser av kinesiskt bruk. De blev snabbt bestörta över avstegen från den rena tro som de avsåg att fastslå i det katolska samfund deras föregångare hade grundat.
Flera av de nya prästerna hade varken jesuiternas humanistiska utstrålning eller deras långa erfarenhet av de lokala förhållandena. Det är inte heller riktigt att anta att de stred för föråldrade metoder i sitt arbete, som medeltidsmänniskan under renässansen. Det har några gånger hävdats att de spanska ordensmännen och hela den spanska kyrkan sörjde för trons utbredning genom förtryck av de religiösa traditionerna. Men verkligheten är mycket mer komplex.
Dominikanerna och franciskanerna blev bestörta över avstegen från «den rena tron» som de ansåg sig se i de katolska samfund jesuiterna hade grundat. Det har hävdats att dessa dominikaner och franciskaner fällde sin dom över jesuiternas metoder utan att ha den minsta bakgrund för att värdera kinesiska förhållanden. Det är inte helt korrekt. De utförde ett arbete i utlandskinesiska miljöer på Filippinerna, särskilt i stadsdelen Parian i Manila, där befolkningen härstammar från det sydliga Fujian. Missionärerna hade därmed till och med en grund i den relevanta kinesiska dialekt som de stod inför i Fujian. Att de bedömde situationen så annorlunda än jesuiterna kan därmed inte tillskrivas övernitiskhet; oenigheten var mer grundläggande.
Snart därefter sände de en fördömelse till biskoparna på Filippinerna. Biskoparna sände klagomål till påven Urban VIII (1623–44) år 1635, och snart blev kritiken känd för allmänheten. Deras intensiva motarbete kombinerat med kritik av lokala sedvänjor ledde för övrigt till att de blev utvisade från Kina år 1637. De kunde emellertid snart återvända.

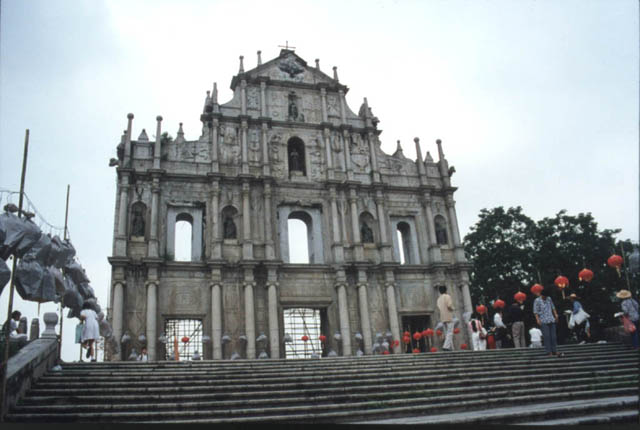
Ruinen av den gamla jesuitkyrkan São Paulo i Macao

Utöver främst dominikanernas och jesuiternas avvikande anpassning av missionsmetoderna, fanns det också andra grunder för konflikterna mellan nykomlingarna och jesuiterna. Jesuiterna beskyddades av Portugal och deras beskyddare var så nära som i staden som padroadobiskopsdömet Macao. Men franciskanerna och dominikanerna var spanjorer, och de sökte sitt stöd från ärkebiskoparna och generalguvernörerna i Manila. Så tidigt som år 1638 bröt det ut en öppen kontrovers på Filippinerna mellan de jesuiterna som försvarade sina ordensbröder, och på den andra sidan dominikanerna och franciskanerna.
Därmed skärptes ritstriden. Från dominikanernas sida var det framförallt patern Juan Bautista de Morales O.P. som var målet för kritiken, från franciskanskt håll var det pater Antonio Caballero de Santa María O.F.M.
Pater Morales utarbetade år 1639 ett tolvpunkts memorandum om de kinesiska sederna till jesuitermissionens visitator pater Emmanuel Diaz (senior). Men då pater Diaz dröjde med svaret, reste Morales till Rom och lade fram spörsmålet där år 1645. Det slutade med att påven Innocentius X (1644–55) i ett dekret av 12 september samma år tog ställning mot accepterandet av de kinesiska riterna.

### Pater Martini får påven till att ge ett positivt dekret om riterna (1656)

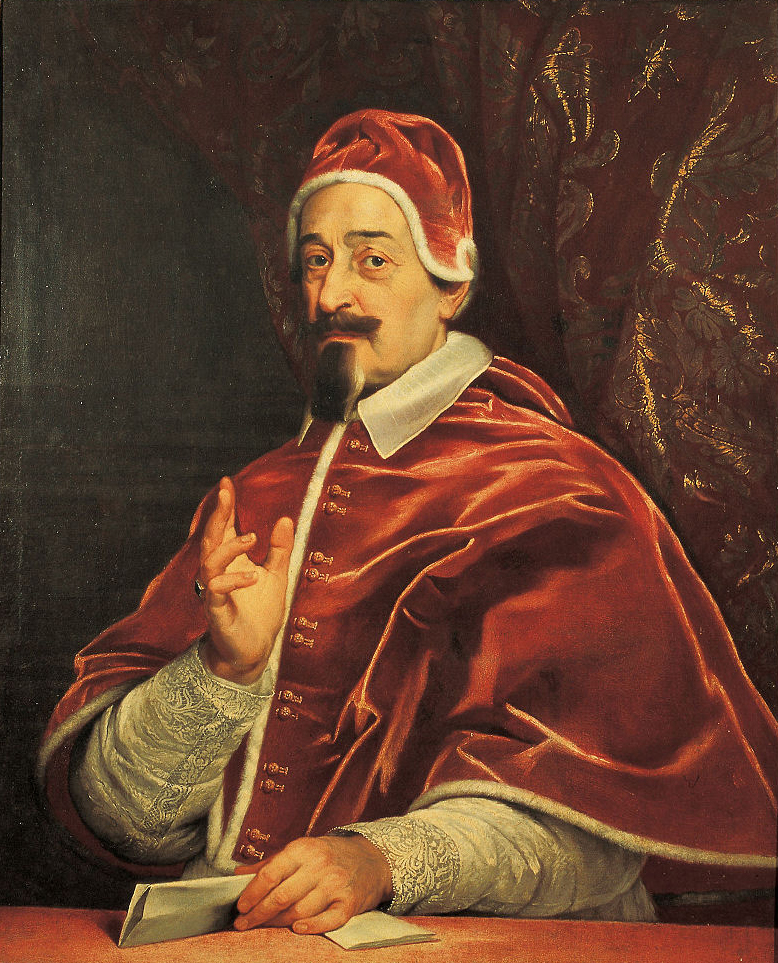
Påven Alexander VII (1655–67)

Men jesuiterna slog sig inte till ro med det. De menade att de spörsmål (quaesita) som de Morales hade lagt fram i Rom presenterade en felaktig bild av det som i själva verket gick för sig. De tillät helt enkelt inte de saker som låg som underförstådda påståenden i memorandumet, argumenterade jesuiterna.
År 1650 sände de därför sin prokurator för Kinamissionen, pater Martin Martini S.J., till Rom för att lägga fram deras invändningar och ge en riktig bild av deras utövande. Han hade i sitt missionsarbete bland annat i Hangzhou bekantat sig ingående med den, och med sin klara analys skulle han spela en långt viktigare roll för jesuiternas genombrott i Rom än det som han vanligtvis tillskrivs.
Resan till Rom tog mycket lång tid; Martini blev tillfångatagen av holländarna på vägen, och de centraleuropeiska politiska förhållandena och vinterstormar förde honom senare på avvägar så långt norrut som till Bergen i Norge. Först mot slutet av 1654 kom han till Rom. Där framlade han år 1655 två memorandum till försvar för de kristnas deltagande i de kinesiska riterna (förfäderskulten och Konfuciuskulten, som han förklarade var bara borgerliga seder) med fyra spörsmål för Det Heliga Officium. Resultatet blev att påven Alexander VII (1655–67) återigen tillät kinesiska katoliker att ta del i dem. Det skedde genom ett dekret från Det heliga Officium den 23 mars 1656 som godtog och godkände pater Riccis praxis och förklarade att ceremonierna till Konfucius och förfädernas ära föreföll utgöra "en rent civil och politisk kult", och tillät prout exposita ("så som framställt" det vill säga av Martini) vissa kinesiska riter för en period av femtio år medan man arbetade vidare med de troendes rätta förståelse för dem.
Därmed hade jesuiternas anpassningsmetod i Kina fått romersk stöttning. Den 9 september 1659 löste samma påve dessutom infödda kineser från plikten att läsa riten på latin.

### Dominikanerna arbetar för ett nytt dekret mot riterna (1661–69)
Frågeställning huruvida 1656 års dekret annullerade det från 1645 lades fram för Det Heliga Officium av den spanske dominikanerpatern Juan de Polanco, som hänvisade till ett nytt memorandum som pater Morales hade utarbetat till Det Heliga Officium 1661. Morales avgick med döden år 1664, men hans efterföljare som prefekt för dominikanerna i Kina, pater Domingo Fernandez Navarrete, offentliggjorde hans Tratados historicos i vilket han funderade vidare på sin övertygelse om varför jesuiternas ritpolitik måste avvisas. Men när diskussionen gick vidare, fick nu dominikanerna en motståndare från sina egna led. Den kinesiske dominikanen och biskopen Gregorio Lopez, apostolisk vikarie av Nanjing, skickade ett memorandum till Det Heliga Officium som stödde jesuiternas synpunkter.

### Nytt dekret (1669)

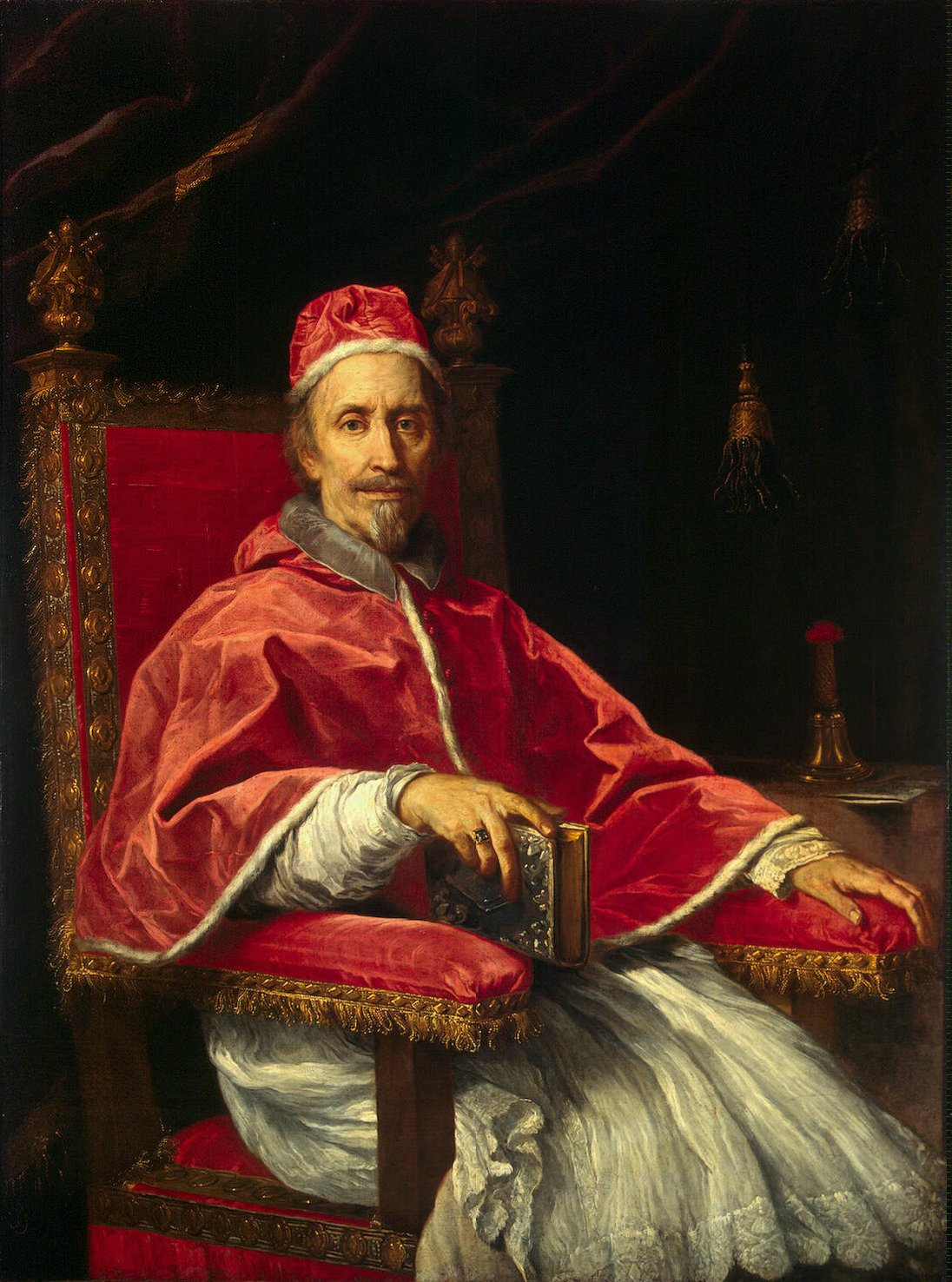
Påven Klemens IX (1667–69)

Svaret från Rom kom den 20 november 1669, där nu påven Klemens IX (1667–69) regerade. Där hette det att båda dekreten skulle gälla «med full kraft» och skulle efterlevas «i förhållande till de spörsmål, omständigheter, och allt som  ingick i de framförda tvistefrågor».

### Kinamissionärerna blir under tiden eniga sig emellan (1668)...
Under mellantiden hade kinamissionärerna på fältet kommit överens om en uppfattning som var gränsöverskridande. Försoningen påskyndades av ämbetsmannen Yang Guangxians angrepp mot de katolska missionärer och i synnerhet de katolska astronomerna under åren 1665/66–1670, som sammanförde 19 jesuiter, tre dominikaner och en franciskan (den enda från orden som uppehöll sig i Kina då) i samma hus i Kanton. Efter fyrtio dagar med omfattande konferenser om alla aspekter på deras apostoliska arbete, ingick de den 26 januari 1668 (möjligen med undantag för franciskanern Antonio de Santa María Caballero) om en 42 artiklar lång överenskommelse.
| ” | Vad gäller de ceremonier med vilka kineserna ärar sin mästare Konfucius och sina förfäder, må de svar som givits av Det Heliga Officium och anbefallt av vår Helige Far Alexander VII år 1656 följas fullt ut, eftersom det är baserat på en verklighetsuppfattning som det är omöjligt att ändra på med några bevis om det motsatta, och – givet denna verklighet – frälsningens port skall inte stängas för de otaliga kineser som skulle avfalla från den kristna religionen om det blev förbjudet att göra det de rättmätigt och i god tro gör, och inte kan undvika utan allvarlig skada. | „ |

### ...men dominikanernas superior i Kina ändrar sig (1669)
Efteråt uppstod det emellertid en ny diskussion mellan dominikanernas superior, pater Domingo Fernandez Navarrete och de mest lärda av jesuiterna i Kanton. Navarrete verkade till slut att vara överbevisad och gav den 26 september 1669 sin skriftliga anslutning till artikeln till jesuiternas superior. Men den 19 december lämnade han i all hemlighet Kanton och for till Macao, och därifrån vidare till Europa. Där, och i synnerhet i Rom, där han var år 1673, gick han målmedvetet in för att omkullkasta det man varit överens om i Kanton. Han utgav verket «Tratados historicos, politicos, ethicos, y religiosos de la monarchia de China» (två band, tryckt i Madrid år 1673 och 1679). Här riktar han hårda anklagelser mot jesuitmissionärerna för deras metoder och acceptans av riterna. Men han lyckades inte med att få Rom att återuppta spörsmålet.

### Franska missionärer förnyar striden (1682)
Nya delar togs in i diskussionen då franska jesuiter och präster från det parisiska missionssamfundet (Missions Etrangères de Paris, M.E.P.) kom till Kina. En publikation i Paris år 1682 med titeln «Morale pratique des Jésuites», en hård kritik av jesuiterna, antände det hela. Pater Le Tellier svarade med «Défense des Nouveaux Chrétiens» år 1687, en publikation som senare förkastades av Rom den (23 maj 1694).

### Kangxi-kejsarens toleransedikt (1692)

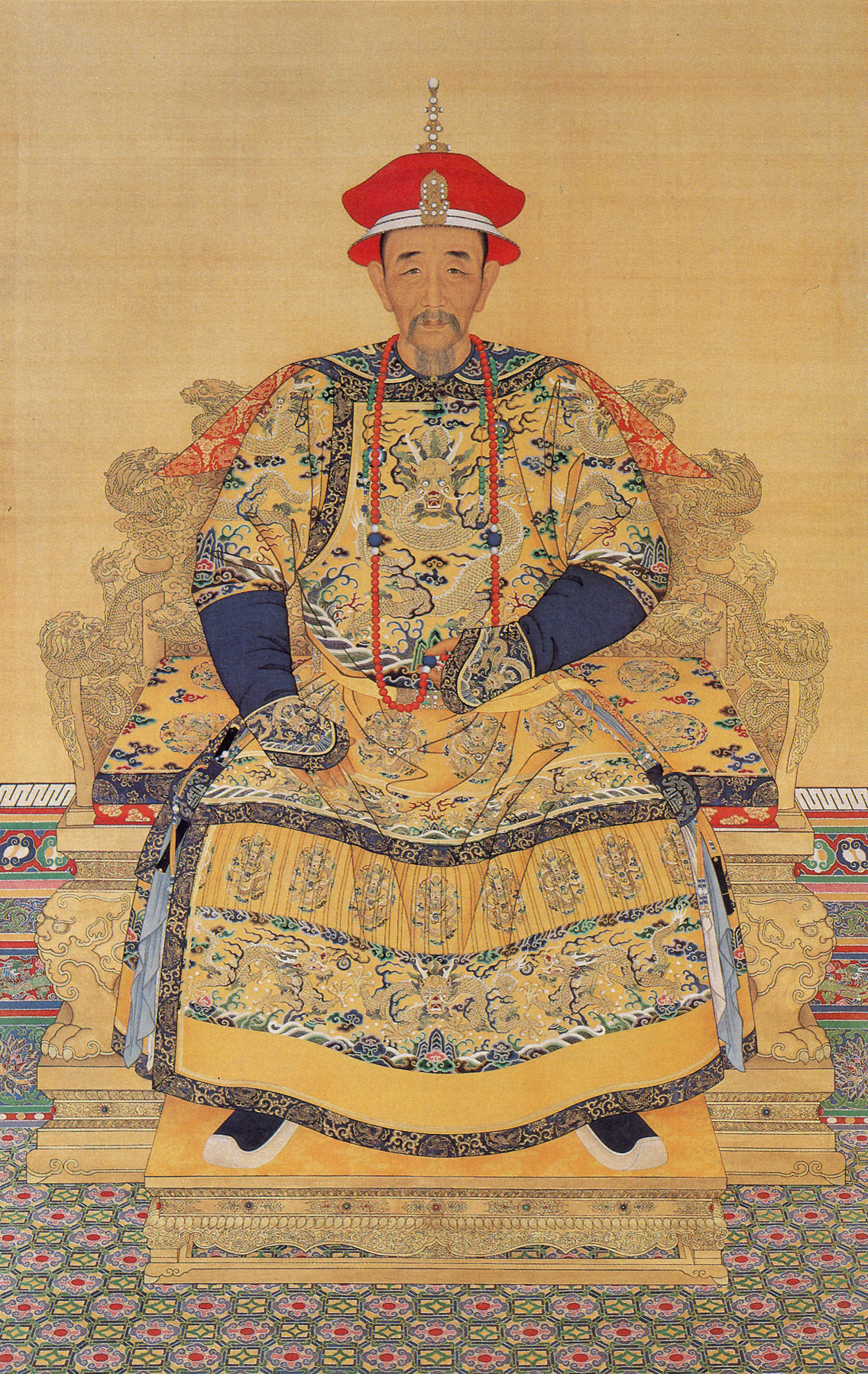
Kangxi-kejsaren (1661–1722)

Mot slutet av 1600-talet hade framför allt jesuiternas arbete medfört många konvertiter, tusentals av dem tillhörde den välutbildade ämbetsklassen, många av dem knutna till det kejserliga hovet. Kangxi-kejsaren (1661–1722), en av de mest framstående av alla de kinesiska kejsarna genom historien, blev med tiden mer och mer vänligt inställd till de jesuiter som verkade som missionärer i Kina. Det gällde både deras djupa förståelse av kinesisk kultur, och deres framstående vetenskapliga insats, inte minst inom astronomins område där de med sina förutsägelser av sol- och månförmörkelser hjälpte kejsaren i hans uppgift att förutse sådana händelser. Kejsaren hade också personligen genomgått pater Riccis verk Tiānzhǔ Shiyi, och satte pris på den lära som där lades fram.
Det bröt nu ut en stor förföljelse av kristna i kustprovinsen Zhejiang, och hovjesuiterna hos pater Thomas Pereira vände sig till kejsaren för hjälp. Det utmynnade i Kangxi-kejsarens generella toleransedikt av 22 mars 1692:
| ” | Européerna är mycket lugna. De orsakar inte oro i provinserna, de är inte till skada för någon, de begår inga förbrytelser, och deras lära har inget gemensamt med de falska sekter som finns i riket, inte heller tenderar de till någon anstiftan till separatism... | „ |

| ” | Därför bestämmer Vi att alla de tempel som är vigda till Himmelens Herre, var än de må vara, bör bevaras, och att det må vara envar som önskar det tillåtet att tillbe denna Gud och träda in i dessa tempel, offra rökelse till Honom och utföra de ceremonier som praktiseras i enlighet med de kristnas gamla sedvänjor. Låt därför från nu ingen möta dem med motstånd. | „ |

### Msgr. Maigrots «Mandatum» mot riterna (1693)
Men ungefär samtidigt som det kejserliga toleransedikt kom, skrev msgr. Charles Maigrot, den apostoliske vikarien i Fujian, år 1693 Mandatum seu Edictum. Han hade kommit till Kina under 1680-talet och tillhörde det parisiska missionssamfundet som redan hade gått ut skarpt mot jesuiterna.
I Mandatet, som var på sju punkter, förbjöd Maigrot de katolska missionärerna och kinesiska katoliker i Fujian att använda de traditionella kinesiska namnen Tiān («Himmel») eller Shàngdì («Högste härskare») som beteckningar för den kristna Guden. Han tillät endast ordet Tiānzhǔ.

### Msgr. Maigrots klagomål läggs fram i Rom (1696)

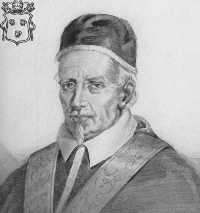
Påven Innocentius XII (1691–1700)

Det parisiska missionssamfundet följde dominikanernas exempel och skickade pater Louis de Quémener till Rom och fick lagt fram Maigrots mandat för påven Innocentius XII (1691–1700) år 1696. Maigrot fick också överlämnat sin sakframställning (författad 10 november 1693, De facta pro Fokiensi vicariatu cirka nonnullos Sinicos usus declaratione - Brevis totius rei expositio) till Det heliga Officium, med sju huvudpunkter: om Tiān, om Shàngdì, om att pater Martini hade förlett Påvestolen under 1650-talet, om Konfucius- och förfädersceremonierna, om minnestavlorna för de döda, och två punkter som kritiserade konfucianska skrifter.
Pater Nicolas Charmot, M.E.P., generalprokurator i Rom för de franska biskoparna och apostolisk vikarie i Ostasien, mottog därefter en förståelsefull skrivelse från påven den 15 januari 1697 och ett dekret från Det heliga Officium den 3 juli 1697.
Msgr. Maigrots dokument fick påven till att be Det Heliga Officium om att återuppta sina undersökningar. Argument inhämtades också från jesuiternas sida. Det är värt att notera att ett stort antal av de icke-jesuitiska kinamissionärerna – alla augustinerna, nästan alla franciskanerna, och några av dominikanerna, hade överbevisats om att pater Riccis och därmed jesuiternas praxis var den bästa.
Kontroversen rasade också offentligt i Europa, inte minst i Frankrike. Två verk av jesuitpatern Louis Le Comte, «Mémoires sur la Chine» och «Lettre á Mgr le Duc du Maine sur les cérémonies de la Chine», skärpte konflikten, och fördömdes av den teologiska fakulteten vid universitetet i Paris (18 oktober 1700), tillsammans med jesuitpatern Charles Le Gobiens «Histoire de l'edit de l'Empereur de la Chine».
I Kina gav kontroversen vind i seglen för en liten grupp franska jesuiter som skulle komma att bli kända under namnet figuristerna. Ledaren var pater Joachim Bouvet. De försökte påvisa att den tidigare gammaltestamentliga delen av den kristna frälsningshistorien också hade en kinesisk utgåva som lät sig kännas igen i de så kallade konfucianska klassikerna. Riktningen fick aldrig någon större uppslutning, inte heller innan jesuitorden, även om den kinesiska kejsaren följde och uppmuntrade den.

### Kangxi-kejsaren stöttar personligen jesuiternas övertalningsförsök (1700)
Mycket stod på spel i denna fråga, och för jesuiterna stod det särskilt klart eftersom de fortsättningsvis var den dominerende missionsorden i Kina. I biskopsdömet Peking hade de residens i själva huvudstaden, Zhengding och Jining; i biskopsdömet Nanjing var de i Nanjing, Shanghai, Songjiang, Yangzhou och Kaifeng; i biskopsdömet Macao var de starkt representerade i själva Macao och hade dessutom residens i Xinhui, Foshan, Kanton, Leizhou, Qiongshan och Guilin. I de nya apostoliske vikariaten dominerade de i vikariaten Jiangxi (Jiujiang, Nanchang, Juizhou, Fuzhou, Kienchang, Kanchow och Tingchow), Shanxi (Kiangchow), Shaanxi (Xi'an) och i Huguang (Wuchang och Siangtan), och var också representerade i vikariaten Zhejiang (Hangzhou och Ningbo) och Fujian (Yanping och Fuzhou). 
Jesuiterna lyckades också att presentera sina argument i Rom. År 1700 sände de en memorial till kejsaren med frågor om den autentiska förståelsen av riterna. Kejsaren svarade med att attestera i dekretform (30 november) att jesuiternas tolkning var «väldigt riktig», både av riterna som nationella riter utan religiös betydelse och att termerna Tiānzhǔ och Shàngdì var monoteistiska. De fem jesuiterna vid kejsarhovet i Peking som hade utverkat detta enastående dokument, Claudio Filippo Grimaldi, Antoine Thomas, Jean-François Gerbillon, Thomas Pereyra och Joachim Bouvet, gick skriftligt i god för det och expedierade det den 2 december till den nye påven i Rom.
I förklaringen stod det bland annat:
| ” | ...att Konfucius äras av kineserna som en mästare, men hans namn anropas inte i bön i det syftet att uppnå lycka, ställning eller rikedom; att förfäderskulten är ett uttryck för kärlek och barnslig ihågkommelse, inte i den avsikt att säkra framtida skydd; att det inte är någon föreställning om att när en förfäderstavla sätts upp så blir vederbörande invånare i tavlan. Och när offret bärs fram för Himmelen så var det inte för den blå synliga himmelen, men för alla tings herre och skapare. Om härskaren Shàngdì någon gång benämns Himmelen, Tiān, hade det inte någon annan betydelse än att ge hedersnamn till kejsaren. | „ |

Både memoraliet och kejsarens svar blev dessutom offentliggjort i kejsardömets officiella kungörelsetidning «Gazette de Pékin» (egentligen Jing Bao) och blev känt bland den europeiska allmänheten, men märkligt nog inte med särskild avsikt.

### Påven Klemens XI:s dekretCur Deus optimus(1704)
Framställningarna gick åt olika håll. Det var omöjligt för Det Heliga Officium att komma fram till en slutsats. Att påven nu pressade på och önskade att få spörsmålet avklarat en gång för alla, gav heller inte det bästa klimatet för en lugn reflektion. Jesuiterna nådde inte fram. Maigrot uppnådde ett nytt påvligt förbud mot de kinesiska riterna.
Det skedde genom att påven Klemens XI (1700–1721) den 20 november 1704 godkände en dom från Det heliga Officium i dekretet Cur Deus optimus och därigenom såg sig tvungen att förbjuda Konfucius- och förfädersdyrkan bland kinesiska katoliker och missionärernas användning av kinesiska riter och uttryck, speciellt uttrycket Shàngdì om Gud.
Man kan analysera Cur Deus optimus från tre synvinklar:

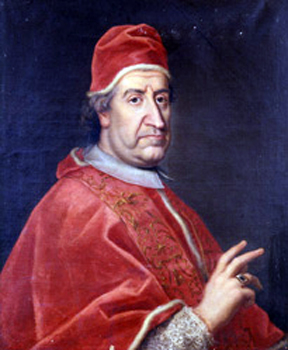
Påven Klemens XI (1700–1721)

- Fördömelsen: Av msgr. Maigrots sju huvudpunkter (quaesita, spörsmål) gick det in på fyra av dem. Det blev inlagt förbud mot Tiān och Shàngdì (qu. 1 og 2), och mot vissa ceremonier knutna till Konfucius och mot olika delar av förfäderskulten (qu. 4). Däremot kunde en förenklad minnestavla med dödas namn tolereras i hemmen (qu. 5). Å den andra sidan ville inte Det Heliga Officium ta ställning till Maigrots påstående om att Den heliga Stolen hade bedragits av pater Martini som, hävdade han, hade framställt fakta «felaktigt i många hänseenden» (qu. 3) - detta hade blivit ett särskilt framhållet påstående i striden mellan parterna. Rom såg sig heller inte i stånd till att värdera Maigrots kraftiga kritik av konfuciansk moral och andlig litteratur, den litteratur som jesuitmissionärerna ofta använt sig av som hjälptexter i sin mission.

- Ton: Kommissionen som utarbetade svaren, under påvens personliga ledning, lade stor vikt vid att framställa de olika påståendena på ett sätt som inte innebar att man gav den ena eller andra parten medhåll. Man använde rätt och slätt båda beskrivningarna. Exempel: In aedibus Confucii seu miao («I Konfuciusbugningar eller avgudatempel»). Man avhöll sig klart från att fälla en dom om till exempel bugningarna var religiöst eller kulturellt bestämda. Påven koncentrerade sig på en enda avgörande punkt: Om riterna lät sig förena med det kristna livet.

- Motiv: När Påvestolen kommer till sin negativa slutsats, motiveras det av överbevisningen om att det skulle vare praktiskt omöjligt för religiöst orienterade kineser att skilja den rent kulturella kärnan med riterna från deras övertroiska förklädnad (separari nequeunt). Man företog alltså en rent pragmatisk värdering om riterna kunde rensas från övertroiska element som kanske många upplevde dem, och kom till att det i dåtidens kinesiska samfund inte lät sig göra. Den implicita kritik av pater Ricci gällde således inte hans lära, utan hans värdering av huruvida en sådan rensning skulle vara möjlig.

### Den påvliga legaten Maillard de Tournon i Kina (1706–07)
En egen påvlig legat, titularpatriarken (senare kardinal) Maillard de Tournon, hade redan sänts från Rom för att få detta genomfört bland kinamissionärerna. Han var en from men något sjuk och instabil man utan särskild diplomatisk erfarenhet. Han var bekant med Roms beslut då det hade blivit offentligt, och såg sig förpliktigad av det. Han hade personligen ingen särskild bakgrund för att förstå kinesisk kultur, och jesuiterna gjorde sitt yttersta för att få honom att inte tala om de kinesiska sederna som övertroiska eller som avgudadyrkan, eftersom detta var ett språkbruk som kineserna inte skulle uppskatta. De sade till honom att självaste kejsaren var villig att förklara riternas inre mening för honom, och fick till stånd tre kejserliga audienser för Tournon. Men de nådde inte fram: Påven hade sagt, framhöll de Tournon, att alla Kinas lärda var avgudadyrkare, och att jesuiterna och de övriga kinamissionärerna bara hade en sak att göra: Underkasta sig påvens beslut. Legaten hade också sina stöttepelare: Under de kontroverser som följde, ställde biskop Maigrot sig på legatens sida. Det gjorde också jesuiten Claude de Visdelou, som därmed bröt med sina medbröders ståndpunkter.
Nedteckningar från audienserna visar hur ingående kejsaren kände till stridsspörsmålen, och hur engagerad han var, även om han inte själv var kristen. På en punkt höjde han rösten och bad sina översättare om att även ge uttalandet skriftligt till Tournon: 
| ” | Jag, kejsaren, för att förtydliga, förklarar att jìng tiān (dyrka Himmelen) betyder detsamma som vad ni uttrycker i ert lov som jìng tiānzhǔ (dyrka Himmelens Herre). | „ |

Och han sade:
| ” | Innan pater Ricci och hans ledsagare kom till Kina, hade ingen hört varken om inkarnationen eller namnet «Tiānzhǔ» som ni ger till Gud, som i sanning inte var infört i detta land. Och varför hade inte vi rätt till, förrän pater Ricci kom, att ge namnet Tiān till Gud; och varför skulle vi inte ha makt till att fortsätta att göra det? | „ |

Senare i samma audiens sammanfattade han med den äran de kristna visor till sina helgon, och sade:
| ” | Vi ärar Konfucius som vår mästare, och vittnar därför om vår tacksamhet för den lära han har gett oss. Vi ber inte om ära eller lycka inför Konfuciustavlorna eller tavlorna för våra döde. Detta är de tre punkter du anfäktar. Om dessa meningar inte faller i din smak, måste du förstå at du måste lämna riket. De som redan har tagit emot din tro börjar att tvivla på den när de uppfattar de ständiga konflikterna bland er. Och de övriga blir för var dag som går mindre mottagliga för den. För min del betraktar jag dig inte som en person som har kommit för att grundlägga din religion, utan för att bryta ner den och ödelägga den. Om den skulle gå under, kan du bara skylla dig själv. | „ |

Kangxi-kejsaren, som fann att jesuiterna var bättre orienterade än deras motståndare, beordrade de Tournon att lämna Peking den 28 augusti 1705; Maillard de Tournon återvände då till Nanjing. Kejsaren förvisade så biskop Maigrot från Kina den 17 december samma år. I Nanjing fick Tournon efteråt veta att kejsaren hade beordrat alle missionärer att ansöka om piao (licens) för att förkunna Evangeliet, - annars skulle de utvisas. Och enbart de missionärer som lovade att inte motsätta sig de nationella riterna skulle få detta diplom.
Maillard de Tournon ansåg att det inte fanns någon tid att spilla och kungjorde så det påvliga ritförbudet i skärpt form i ett fördömande dekret «Regula» i Nanjing i februari 1707.
Då kejsaren fick kännedom om detta dekret, beordrade han att de Tournon skulle föras till Macao, och förbjöd honom att lämna staden förrän hans egna utskick, som han hade sänt till påven för att förklara sina invändningar mot ritförbudet, hade kommit tillbaka. Under tiden han satt fast i Macao, avled legaten år 1710.

### Påven upprätthåller de Tournons beslut (1710)

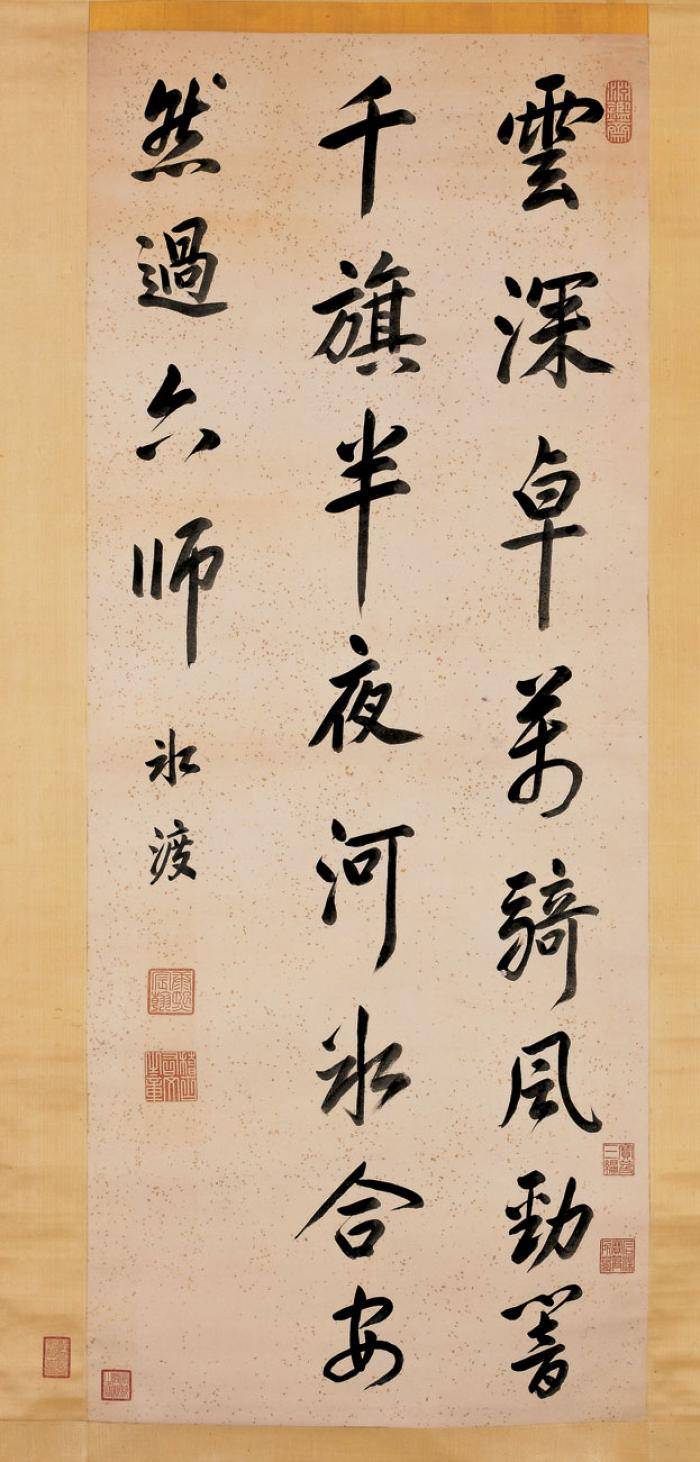
Dikten Över den frusna älven av Kangxi, kalligraferad av kejsaren själv

Flertalet av kinamissionärerna, det vill säga alla jesuiterna, de flesta av franciskanerna, och ett antal från andra ordenssamfund, och likaså biskopen av Peking (en franciskan) och den apostoliska vikarien av Jiangxi (en augustiner) ansåg att de - för att förhindra missionens totala sammanbrott kunde utsätta sin lydnad till den påvliga legaten tills påven själv hade tillkännagivet sin vilja. Påven svarade i mars 1709 med att offentliggöra - de svar Det Heliga Officium hade avgivit och som han själv hade godkänt den 20 november 1704. Vidare sörjde Klemens XI för att Det Heliga Officium  den 25 september 1710 godkände legatens beslut givna i Nanjing-dekretet (utan att ta med spörsmålen och utan merparten av inledningen) i ljuset av kongregationens svar år 1704. Han avkrävde också missionärerna att de skulle avlägga en ed om sin lydnad till dessa beslut, under de strängaste hot om kyrkorättsliga straff. Detta dekret, som nådde Kina år 1716, möttes inte med något motstånd från kinamissionärerna. Däremot lät det stora flertalet av de vanliga kinesiska katolikerna bli att bry sig om förbuden.

### Påven Klemens XI:s skrivelseEx illa die(1715)
Även om konfucianismen på katolskt håll både då och senare gärna uppfattade sig som en filosofi, inte en religion (då den inte har de kännetecken som karaktäriserar västvärldens religioner), kom påven till slut, efter en ny genomgång av frågan, till slutsatsen att de konfucianska ritualerna verkligen stred mot kristen lära. Detta framgår av skrivelsen Ex illa die, given som apostolisk konstitution, som påven Klemens XI utfärdade 19 mars 1715, och som blev tillkännagiven i Kina den 25 september samma år:
| ” | I. Västvärlden kallar Skaparen av Himmel, Jord och hela universum för «Deus» (latin för «Gud»). Då ordet «Deus» inte klinger rent på kinesiska, har västvärldens folk i Kina och de kinesiska konvertiterna till katolicismen använt uttrycket «Den högste kejsaren» («Shàngdì») under många år. Från och med nu skall man inte använda ord som «Himmel» eller «Shàngdì»: Deus skall användas om Skaparen av Himmel, Jord och hela universum. Den tavla som bär det kinesiska tecknet «dyrka Himmelen» skall inte tillåtas att hängas upp inne i någon katolsk kyrka om skall omedelbart tas bort om den redan finns där. II. Vår- och hösttillbedjan av Konfucius, samt dyrkan av förfäderna, är inte tillåtet bland katolska konvertiter. Det är inte tillåtet att närvara vid ritualerna heller, då närvaro vid en sådan rit är lika hednisk som att aktivt deltaga i den. III. Kinesiska ämbetsmän och framgångsrika kandidater till metropolitan- , provinsial- eller prefekturalexamen, är - i de fall de har konverterat till romersk katolicism, inte tillåtna att dyrka i konfucianska tempel på den första och den femtonde dagen av var månad. Samma förbud gäller alla kinesiska katoliker som i egenskap av ämbetsmän nyligen har kommit in i sina ämbeten eller som studenter nyligen har genomgått metropolitan- , provinsial- eller prefekturalexamen. IV. Ingen kinesisk katolik tillåts att dyrka förfäder i sina familjetempel. V. Oavsett om det är hemma, på gravarna, eller under begravningen är det för en kinesisk katolik förbjudet att utföra förfädersdyrkansritual. Han är inte heller tillåten att göra det ens om han är i sällskap med icke-kristna. En sådan ritual är hednisk oavsett omständigheterna. | „ |

Dekretet fortsatte med att försäkra att de kinesiska sedvänjor och traditioner som inte var av hednisk art inte skulle förbjudas, och att man inte skulle lägga sig i på vilket sätt kineserna framställde sitt familjeliv eller styrde sitt land. Gränsdragningen mellan vad som kunde tillåtes eller förbjudas överlät påven till den påvliga legaten i Kina, eller – i hans frånvaro – ledaren för den katolska kinamissionen eller biskopen av Kina.

### Påvens legat Mezzabarba möter Kangxi (1521)
Nu vaknade det kinesiska hatet mot det som de betraktade som hedendom, och baserat på anklagelser om att de kristna var motståndare till de nationella riterna blev de nydöpta katolikerna utsatta för förföljelser.
Påven Klemens XI försökte att förändra situationen genom att sända en ny legat till Kina, Giovanni Ambrogio Mezzabarba, som han utnämnde till patriark av Alexandria. Denna biskop seglade ut från Lissabon den 25 mars 1720 och nådde Macao den 26 september och Kanton den 12 oktober. Inte utan besvär lyckades han få företräde hos kejsaren i Peking, och kunde undgå att omedelbart avvisas och alla missionärernas utvisning endast genom att tillkännage några av de lättnader av tillståndet «Ex illa die» han var bemyndigad att göra, och förespeglade Kangxi-kejsaren att påven nog skulle ge fler tillstånd. Kangxi gav Mezzabarba hela tretton audienser, men insåg till slut att några riktiga genombrott inte kunde uppnås.

### Kangxi-kejsarens reaktion: Förkunnelseförbud (1721)
Kangxi-kejsaren förbjöd så den kristna förkunnelsen. Ur Kangxis dekret (1721):
| ” | Vid läsning av proklamationen har jag kommit fram till att västvärldens människor verkligen är obetydliga. Det är omöjligt att tala förnuft med dem då de inte förstår de större sammanhang så som vi förstår dem i Kina. Det finns inte en endaste västerlänning som är väl insatt i kinesiska verk, och deras anmärkningar är ofta otroliga och löjliga. Att döma utifrån denna proklamation är inte deras religion något annat än andra små och bigotta sekter före buddhismen eller taoismen. Jag har aldrig någonsin sett ett dokument som innehåller så mycket nonsens. För att undgå ytterligare oro skall från och med nu västerlänningar inte längre tillåtas att förkunna i Kina. | „ |

### Mezzabarba mildrarEx illa die(1521)
Under tiden hade Mezzabarba skyndat tillbaka till Macao där han den 4 november 1721 sände ut ett herdebrev till kinamissionärerna och meddelade dem ordalydelsen till hans åtta «tillåtelser» beträffande riterna. Han proklamerade att han inte ville tillåta något av det som dekretet hade förbjudit, men i praktiken mildrade hans uttalanden de påvliga förbudens stränghet.
Detta ledde emellertid inte till harmoni eller någon ändring av praxis inom missionen. För att uppnå detta förordnade påven Klemens XII (1730-1740) att Det Heliga Officium skulle genomföra en ny granskning. Denna slutfördes först under påven Benedikt XIV (1740–58).

### Yongzheng-kejsaren: Förkunnelseförbudet skärps till kristendomsförbud (1724)

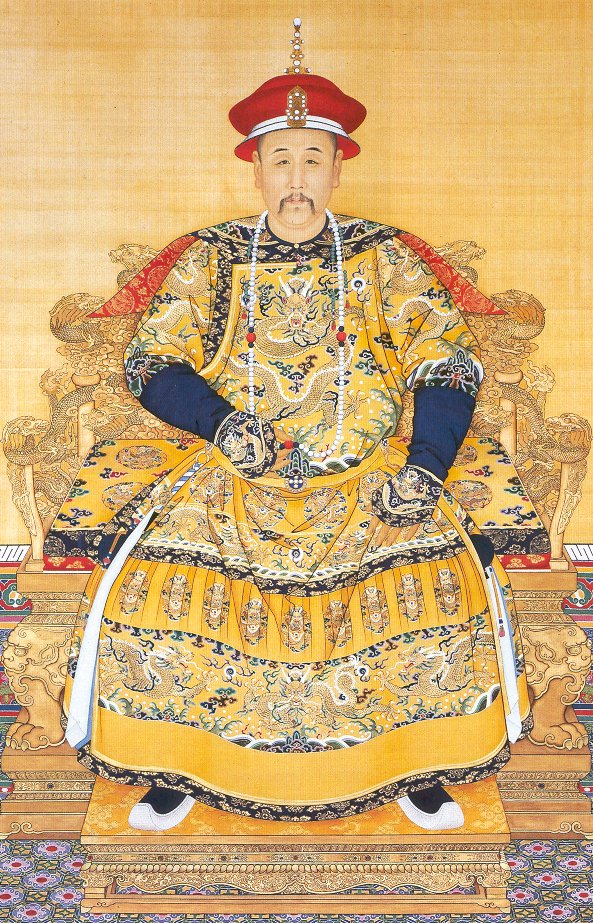
Yongzheng-kejsaren (1723–35)

Nästa kinesiska kejsare, Yongzheng-kejsaren (1723–35), som redan från början var kritisk till kristendomen, gick ett steg längre. År 1724 utvidgade han förkunnelseförbudet till ett generellt förbud av kristendomen. Bestämmelsen var hård: Var och en som i sitt hem gömde en Bibel eller ett kors, riskerade dödsstraff.
Kristendomsförbudet blev efterhand strängt efterlevt, konvertiter förföljdes och förtrycktes, och det kyrkliga liv som överlevde blev i stor utsträckning tvingat att gå under jorden. Omkring 300 kyrkor ödelades. De flesta missionärerna flydde till Macao eller till Kanton där de tolererades, eller måste helt lämna landet - i Peking fick bara de jesuiter som hade uppgifter vid kejsarens hov stanna kvar.

### Påven Benedikt XIV bekräftar ritförbudet med bullanEx quo singulari(1742)
År 1742 återgick påven till Benedikt XIV Klemens XI:s avvisande hållning till de kinesiska riterna med sin bulla Ex quo singulari. Den bekräftade eftertryckligen dekretet Ex illa dies förbud, och fördömde och annullerade Mezzabarbas dekret, som skulle ha tillåtit de vidskepliga bruk som dekretet avsåg att upphäva. Vidare krävde den att kinamissionärerna skulle avlägga en ed som ålade dem att avstå från att diskutera frågan igen.
Så förhöll det sig kyrkorättsligt fram till påven Pius XIs och påven Pius XIIs tid.

### Förföljelser bryter ut (1746)
Den 25 juni 1746 bröt det ut en omfattande förföljelse i Fujian, som bland annat kostade den apostoliska biskopen Pedro Sanz och fyra andra spanska dominikaner, Francisco Serrano, Juan Alcobar, Joaquin Royo och Francisco Diaz deras liv år 1747. Jesuiterna Tristano Francesco d'Attimis och Antonio José Henriques mördades i Suzhou den 12 september 1748. Ett mycket stort antal kinesiska lekmän miste också livet. Även den stora katolska kyrkan i Peking angreps.
Yongzheng-kejsaren blev senare något mjukare och sade: 
| ” | De främmande barbarerna kommer hit tilltalade av vår kultur. Vi bör visa dem generositet och dygd. | „ |

Men från dess var kristendomen alltid i onåd och missionärerna måste vara försiktiga. Därmed hade den katolska missionsverksamheten i Kina i praktiken gått under. Runt omkring i landet överlevde och «övervintrade» emellertid likväl en del församlingar fram till 1800-talet. Då den katolska missionen kunde återupptas och organisera sig på normalt sätt, fanns det framöver omkring 200 000 katoliker i landet.

## Katolicismens uppgång och fall i Kina efter pater Riccis ankomst
Ungefärligt antal katoliker i Kina vid olika tidpunkter: 
| 1585: | 20      | (undantaget Macao)            |
| 1597: | 100     |                               |
| 1600: | 2 000   |                               |
| 1610: | 2 500   |                               |
| 1615: | 5 000   |                               |
| 1627: | 13 000  |                               |
| 1636: | 38 200  |                               |
| 1670: | 274 000 |                               |
| 1700: | 300 000 |                               |
| 1800: | 200 000 | – ingen upprätthåller ämbetet |

## Två hundra år efter: Pius XII:s modifieringar

### Förhistoria

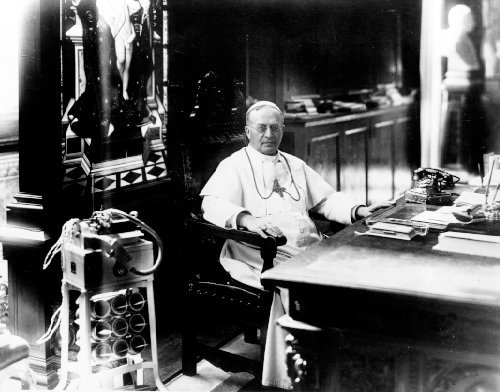
Påven Pius XI (1922–39)

Ett antal faktorer gjorde att det under 1900-talet var lämpligt för en revision av ritförbudet. Situationen i Japan gav stöd åt att Vatikanen såg över förbudet på nytt. I Japan, där ritförbudet också gällde och representerade en potentiellt delikat situation eftersom Meijiperiodens militarister, som klart styrde mot att göra shintoismen till statsreligion, skulle pressa katoliker till att ta del i ärebetygelserna för döda nationalhelgon i jinja-helgedomar, och att det kunde utsätta kyrkan för problem på grund av minskad patriotism. Den katolska kaptenen och senare konteramiral Shinjiro Yamamoto, som år 1918 hade kommit till Europa för att delta i Versailleskonferensen, använde sitt europauppehåll till att orientera msgr. Tiberghien, en sakkunnig i Kongregationen för trosläran, om saken.
Msgr. Tiberghien var bekant med några färska forskningsarbeten (av abbot Emile Beurlier och en Boisier) om kristendomens anpassningar för att reducera konfliktytan mot gammal romersk religion. Tiberghien vände sig till den franske historikern Pierre Batiffol med det japanska dilemmat och bad om en värdering utifrån historiska paralleller, och denne tog in en auktoritet på bysantinska studier, Louis Bréhier. Resultatet blev en studie vid namn Les Survivances du Culte Impérial Romain, à propos des rites shintoïstes (1920).
Dessa två arbeten och övriga studier som företogs av msgr. Tiberghien visade hur kyrkan i Östromerska riket efter grundligt genomtänkande hade kunnat fastslå att gamla religiösa hyllningsriter inför kejsaren i förlängningen hade blivit sekulariserade till rent borgerliga ceremonier, och därför inte hade några särskilda problem med att låta de troende ta del i dem.
Denna historiska forskning synliggjorde att dilemmat kyrkan hade hamnat i var möjligt att lösa, liknande dilemman hade den löst tidigare då den skulle slå rot i den grekiska och romerska antika kulturen. Resultatet blev att man i Vatikanen skaffade sig teologisk och teologihistorisk fackkunnig stöttning för en mer öppen hållning till Den Helige Andes latenta verk i icke-kristna kulturer. Man förstod nu också bättre Österns filosofi och kultur.

### Manchukuo 1935 och Japan 1936

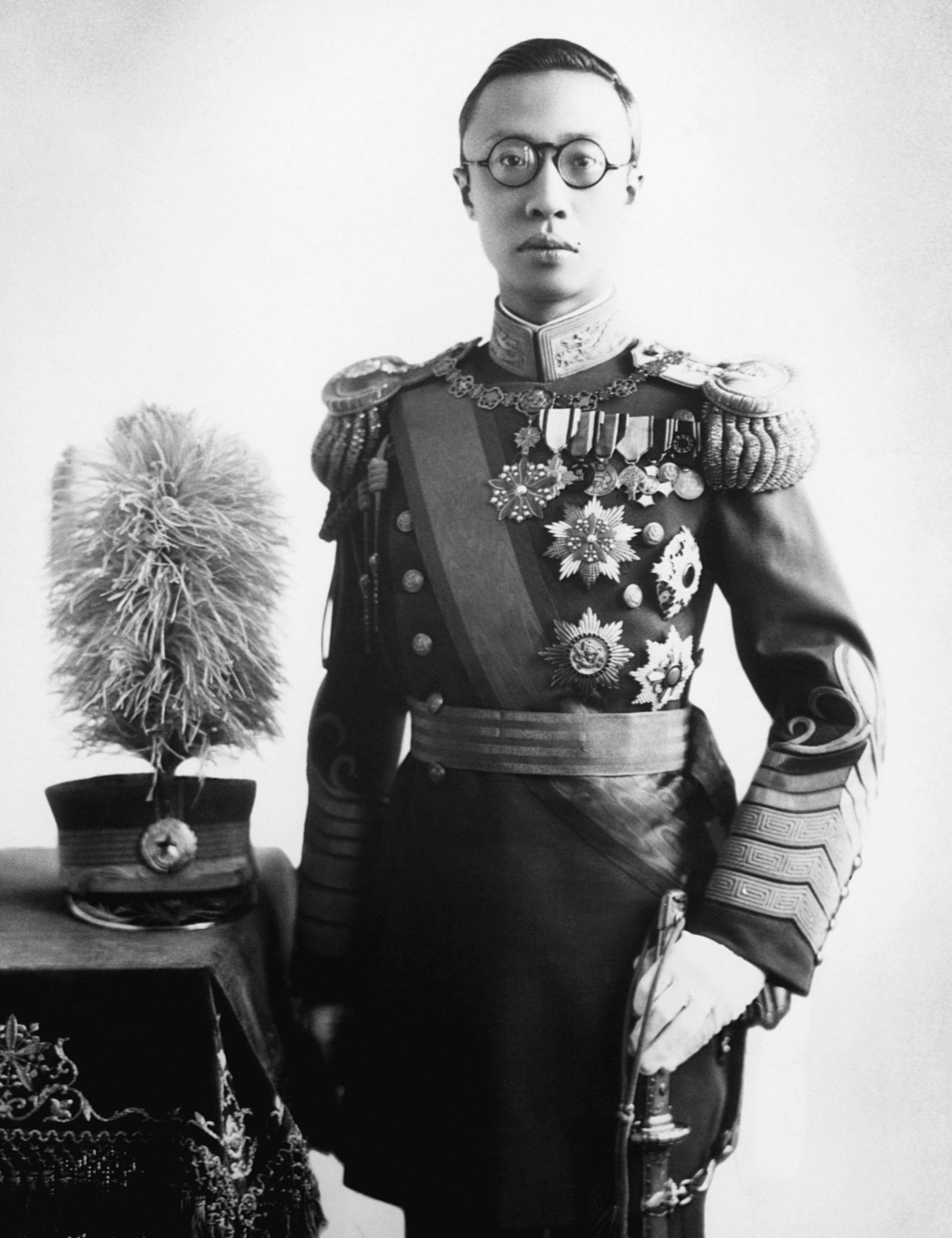
Tidigare kinesiska Qing-kejsaren Puyi, här som Kangde-kejsaren i Manchukuo.

Men ritspörsmålet visade sig inte konkret igen förrän år 1935. I den japanskdominerade marionettstaten Manchukuo (grundat i Manchuriet år 1932) gjorde regeringen Konfuciuskulten (under namnet Wangdao - «den kungliga vägen») obligatorisk for alla invånare. Detta representerade en samvetskonflikt för katolikerna där. Vatikanen, genom Kongregationen för trosläran, bad då biskoparna om att värdera riterna. Den apostoliska vikarien för Nord-Manchuriet, biskop Auguste Gaspais M.E.P., som var bosatt i huvudstaden Xinjing, svarade i februari 1935 att ceremonierna hade en religiös utformning men var likväl «en rent borgerlig ärebetygelse till en framstående man och filosof», och tillsammans med de övriga biskoparna bad han månaden efter om en förklaring från Roms sida. Påven Pius XI gav sitt tillstånd till riterna i maj, men ställde tre krav, som var lätta att uppfylla.
Året efter, 1936, gav samma påve genom Kongregationen för trosläran en rad tillåtelser till kyrkan i Japan. Problemet hade blivit akut när den japanska ledningen hade krävt att också de katolska skolorna skulle införa besök vid nationella shintotempel för att ära döda och fallna, med närvaroplikt för alla elever. Under ett besök vid Yasukuni-templet år 1932 hade några katolska studenter vägrat att överlämna gåvor, och därmed började det komma fler och fler religionsregler från kempeitai och annat militärt håll. Detta löstes genom de nya vatikaninstruktionerna.

### Republiken Kina
Den 8 december 1939 kom så den definitiva förklaringen, under påven Pius XII:s pontifikat (1939–58). I en Instructio cirka quasdam caeremonias super ritibus sinensibus modifierade och i praktiken upphävde Vatikanens högsta organ för missionen, Kongregationen för trosläran, då lett av kardinal Pietro Fumasoni Biondi och ärkebiskop Celso Costantini, som båda hade mångårig erfarenhet som apostoliska delegater i framför allt Japan och Kina, vissa aspekter på Klemens XI:s och Benedikt XIV:s dekret:
| ” | Det tillåts katoliker att närvara vid ceremonier till ära för Konfucius i konfucianska tempel eller på skolor. Det tillåts att man sätter upp bilder av Konfucius eller tavlor med hans namn på katolska skolor. Det är tillåtet för katolska magistrater och studenter att passivt närvara vid offentliga ceremonier som kan verka vara vidskepliga. Det är tillåtet ... med huvudbugning eller andra manifestationer av borgerlig observans för de döda eller deras avbilder. Den ed om de kinesiska riter som föreskrevs av Benedikt XIV är inte fullt ut i överensstämmelse med nyare ordningar och bortfaller som överflödig. | „ |

### Fotnoter
1. ↑  Kristofer Schipper: «Some Naive Questions About the Rites Controversy», i Federico Masini (red.): Western Humanistic Culture presented to China by Jesuit Missionaries (XVII-XVIII Centuries): Proceedings of the Conference held in Rome, October 25-27, 1993, Rom: Institutum Historicum S.I., 1996, s. 293
2. ↑  Pierre Duviols: La lutte contre contre les religions autochtones dans le Pérou colonial: "l'extirpation de l'idolâtrie," entre 1532 et 1660, Lima: Institut français d'études andines, 1971, s. 339
3. ↑  James Sylvester Cummins: «Two Missionary Methods in China: Mendicants and Jesuits», i Archivio Ibero-Americano - Revista de Estudios Historicos Año XXXVIII (Enero-Diciembre 1978: Número extraordinario con ocasión del IV Centenario de la llegada de los franciscanos a Filipinas 1578-1978: España en Extremo Oriente: Filipinas - Japon - China), s. 50
4. ↑  Franco Dimarchi: "Martino Martini und die Chinamission der Jesuiten in 17. Jahrhundert", s. 27, i Roman Malek och Arnold Zingerle (utg.): Martino Martini S.J. (1614-1661) und die Chinamission im 17. Jahrhundert, 1996, s. 26-48
5. ↑  S. Neill: A History of Christian Missions, Harmondsworth: Penguin Books, 1964, s. 189-l90.
6. ↑  China in Transition, 1517-1911, Dan J. Li, trans., New York: Van Nostrand Reinhold Company, 1969, s. 22–24.
7. ↑  China in Transition, 1517-1911, Dan J. Li, trans., New York: Van Nostrand Reinhold Company, 1969, s. 22.
8. ↑  George Minamiki, S.J.: The Chinese rites controversy from its beginning to modern times, Chicago: Loyola University Press 1985, s. 131–134
9. ↑  George Minamiki, S.J.: The Chinese rites controversy from its beginning to modern times, Chicago: Loyola University Press 1985, s. 150–181
10. ↑  George Minamiki, S.J.: The Chinese rites controversy from its beginning to modern times, Chicaho: Loyola University Press 1985 s. 152–158
11. ↑  George Minamiki, S.J.: The Chinese rites controversy from its beginning to modern times, Chicago: Loyola University Press 1985, s. 197
12. ↑  S.C.Prop. Fid., 8 Dec., 1939, AAS 32-24